# Suolajärvet (sjöar i Finland)
Ylimmäinen Suolajärvi eller Suolajärvet är sjöar i Finland. De ligger i kommunen Suomussalmi i landskapet Kajanaland, i den nordöstra delen av landet, 600 km norr om huvudstaden Helsingfors. Ylimmäinen Suolajärvi ligger 262 meter över havet. Arean är 6,7 hektar och strandlinjen är 1,1 kilometer lång. Sjön  ingår i Uleälvens huvudavrinningsområde. 